# Тріоксид молібдену
Триоксид молібдену (триоксид молібдену, тріоксомолібден) — бінарна неорганічна хімічна сполука кисню з молібденом.хімічна сполука з формулою {\displaystyle {\ce {MoO3}}}. Ця сполука виробляється в великих масштабах з будь-якої сполуки молібдену. Це проміжний продукт у виробництві металевого молібдену. Це також важливий промисловий каталізатор. Триоксид молібдену зустрічається як рідкісний мінеральний молібдит.

## Будова

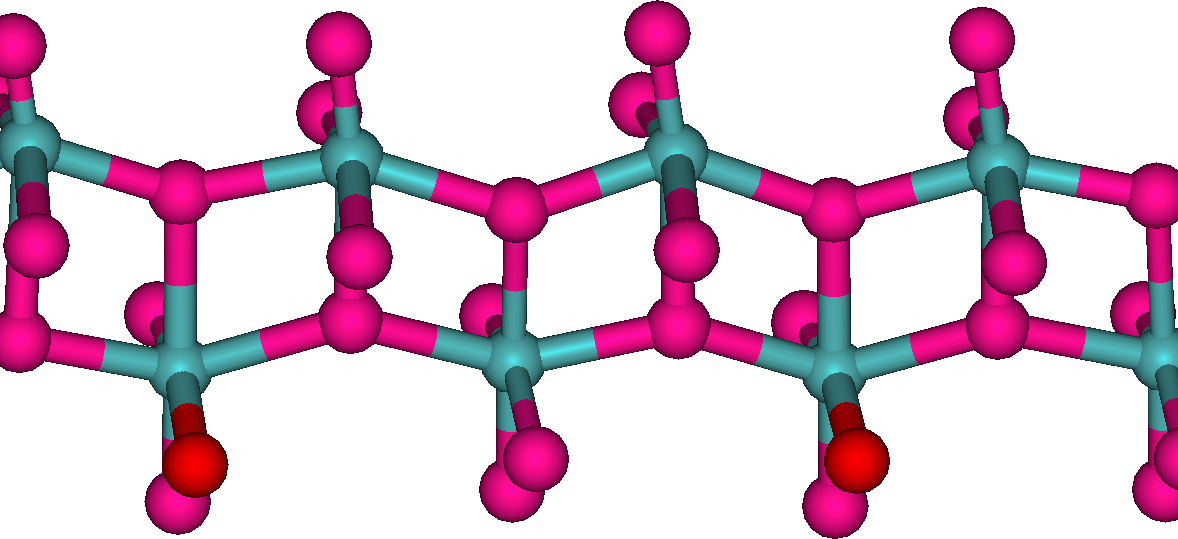
Розділ ланцюга, що включає октаедри, що діляться краєм. Атоми кисню в задній і передній частині ланцюга пов'язують інші ланцюги для побудови шару

У газовій фазі три атоми кисню подвійно зв'язані з центральним атомом молібдену. У твердому стані безводний {\displaystyle {\ce {MoO3}}} складається із шарів перекручених октаедрів {\displaystyle {\ce {MoO6}}} кристалі ромбічної форми . Краї октаедрів утворюють ланцюжки, які з'єднані з атомами кисню, які і утворюють шари. Октаедри мають один короткий молібдено-кисневий зв'язок із киснем, що не є мостиком. Відома також метастабільна (β) форма {\displaystyle {\ce {MoO3}}} зі структурою, подібною до {\displaystyle {\ce {WO3}}}.

## Підготовка та основні реакції
{\displaystyle {\ce {MoO3}}} отримують промисловим шляхом випалу дисульфіду молібдену, основної руди молібдену:
{\displaystyle {\ce {2MoS2 + 7O2}}} → {\displaystyle {\ce {2MoO3 + 4SO2}}}
Лабораторний синтез дигідрату передбачає підкислення водного розчину молібдату натрію перхлорною кислотою:
{\displaystyle {\ce {Na2MoO4 + H2O + 2HClO4}}} → {\displaystyle {\ce {MoO3(H2O)2 + 2NaClO4}}}
Дигідрат легко втрачає воду, що даючи моногідрат. Обидва яскраво-жовтого кольору.
Триоксид молібдену розчиняється у воді утворюючи «молібдову кислоту». В основі вона розчиняється, отримуючи аніон молібдату.

## Використання

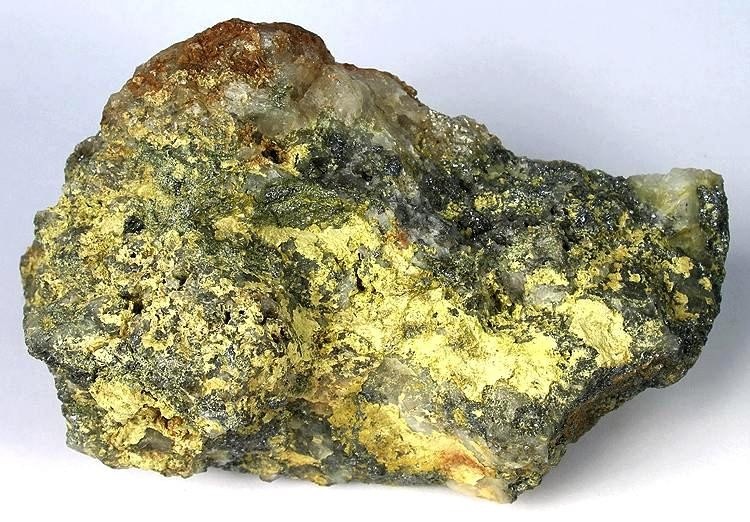
Молібдит на молібденіті, шахта молібдену Questa, Нью-Мексико (розмір: 11,0 × 6,7 × 4,1 см)

Триоксид молібдену використовується для виробництва молібденового металу, який служить добавкою в сталі та корозійно-стійких сплавів. Тягне за собою відповідні перетворення з {\displaystyle {\ce {MoO3}}} в реакції з воднем при підвищених температурах:
{\displaystyle {\ce {MoO3 + 3H2}}} → {\displaystyle {\ce {Mo + 3H2O}}}
Крім того, є со-каталізатором для використання в промисловому виробництві акрилонітрилу шляхом окислення пропілену й аміаку.
Через свою шарувату структуру та легкість з'єднання Mo(VI)/Mo(V) {\displaystyle {\ce {MoO3}}} представляє інтерес для електрохімічних пристроїв та дисплеїв. Триоксид молібдену також пропонується як потенційний антимікробний засіб, наприклад, у полімерах. При контакті з водою він утворює йони {\displaystyle {\ce {H+}}} які можуть ефективно вбивати бактерії.

## Цитовані джерела
- Haynes, William M., ред. (2011). CRC Handbook of Chemistry and Physics (вид. 92nd). CRC Press. ISBN 978-1439855119.